# 원우 (연호)
원우(元祐, 1086년 ~ 1094년 4월)는 북송 철종(哲宗) 조후(趙煦)의 첫번째 연호이다. 8년 3개월 가량 사용하였다.

## 개원
- 원풍(元豊) 9년 1월 1일[1](1086년 1월 18일)에 연호를 원우(元祐)로 개원함.[2][3][4][5]

- 원우(元祐) 9년 4월 12일[6](1094년 4월 29일)에 연호를 소성(紹聖)으로 개원함.[7][8][4][5]

## 연대 대조표
| 원우       | 원년           | 2년        | 3년        | 4년        | 5년        | 6년        | 7년        | 8년        | 9년        |
| 서기(西紀) | 1086년         | 1087년     | 1088년     | 1089년     | 1090년     | 1091년     | 1092년     | 1093년     | 1094년     |
| 간지(干支) | 병인(丙寅)     | 정묘(丁卯) | 무진(戊辰) | 기사(己巳) | 경오(庚午) | 신미(辛未) | 임신(壬申) | 계유(癸酉) | 갑술(甲戌) |
| 요(遼)     | 대안(大安) 2년 | 3년        | 4년        | 5년        | 6년        | 7년        | 8년        | 9년        | 10년       |

## 동시대 연호

### 중국
요(遼)
- 대안(大安) (1085년 ~ 1094년)

대리국(大理國)
- 건안(建安) (1083년 ~ 1091년)
- 천우(天祐) (1091년 ~ 1094년)

서하(西夏)
- 천안예정(天安禮定) (1086년)
- 천의치평(天儀治平) (1086년 ~ 1089년)
- 천우민안(天祐民安) (1090년 ~ 1097년)

### 베트남
- 꽝흐우(廣佑) (1085년 ~ 1092년)
- 호이퐁(會豊) (1092년 ~ 1100년)

### 일본
- 오토쿠(應德) (1084년 ~ 1087년)
- 간지(寬治) (1087년 ~ 1094년)

## 같이 보기
- 중국의 연호 목록